# میخائلا اوهرووا
میخائلا اوهرووا (چکی: Michaela Uhrová؛ زادهٔ ۱۰ آوریل ۱۹۸۲) بازیکن بسکتبال زن اهل جمهوری چک است. وی در بازی‌های المپیک تابستانی ۲۰۰۴ و ۲۰۰۸ شرکت کرده‌است.